# Tierra de Zichy

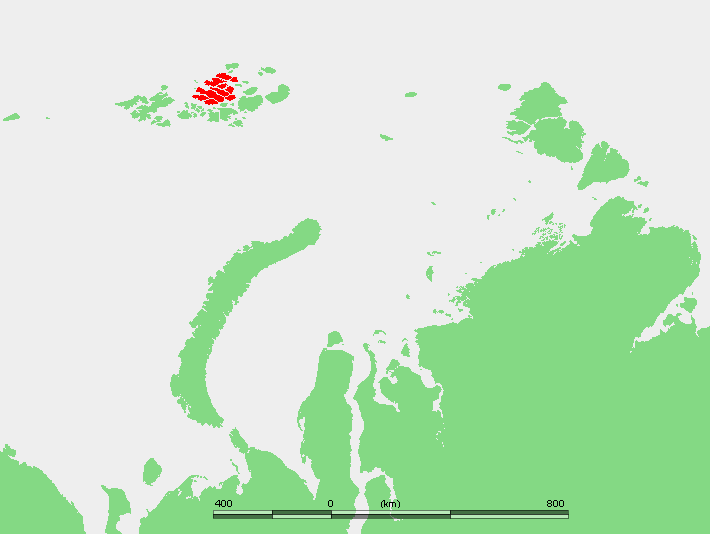
Localización del grupo de islas Tierra de Zichy, subgrupo de la Tierra de Francisco José.

La Tierra de Zichy (Земля Зичи; Zemlya Zichy) es un subgrupo geográfico del archielago ruso del océano Ártico de Tierra de Francisco José, Federación de Rusia. 

## Geografía
El grupo de la Tierra de Zichy está formado por el grupo central de grandes islas en medio del archipiélago Tierra de Francisco José. Las islas están separadas entre sí por estrechos de aguas someras, que están congelados la mayor parte del año, formando un conjunto compacto. 
El amplio canal al oeste de la Tierra de Zichy es conocido como canal Markham (Пролив маркама; Proliv Markama), en honor del explorador polar británico Almirante Sir Albert Markham Hastings. 
Las islas que forman el archipiélago son, de norte a sur, las siguientes:
- isla Karl-Alexander;
- isla Rainer;
- isla Jackson;
- isla Payer;
- isla Greely e islas adyacentes;
- isla Ziegler;
- isla Salisbury;
- isla Wiener Neustadt;
- isla Luigi;
- isla Champ.

El punto más septentrional de la Tierra de Zichy es el cabo Bema (Mys Bema), en la isla Karl-Alexander; y su punto más meridional es el cabo Fiume (Mys Fiume) en isla Champ. La distancia entre ambos es de 114 km. El cabo Armitidzh (Mys Armitidzh) en la isla Luigi es el punto más occidental del subgrupo.

## Historia
Este grupo de islas lleva el nombre del conde húngaro, Zichy (Ödon) (1811-1894) que fue, junto a Johann Nepomuk, conde Wilczek, el segundo mayor patrocinador de la Expedición austro-húngara al Polo Norte. El archipiélago de la Tierra de Francisco José fue descubierto por esta expedición durante su viaje científico por tierras árticas en 1872-74.